# سیارک ۱۱۱۶۷
سیارک ۱۱۱۶۷ (به انگلیسی: 11167 Kunzak، نامگذاری:1998FD3) یازده هزار و صد و شصت و هفتمین سیارک کشف شده‌است که در ۲۳ مارس ۱۹۹۸ کشف شد.
قدر مطلق سیارک برابر ۱۴٫۹۰ است.